# Livin' Inside Your Love
Albums de George Benson
Weekend in L.A.
(1978) Give Me the Night
(1980)
Singles
1. Love Ballad (en)
Sortie : février 1979
2. Unchained Melody
Sortie : juillet 1979
3. Hey Girl
Sortie : 1979

Livin' Inside Your Love est le dix-septième album studio du guitariste et chanteur américain George Benson, sorti le 1er février 1979 sous le label Warner Bros. Records. L'album a été certifié or aux États-Unis.
L'album, qui est de longue durée et scindé en deux volumes, ainsi que sorti en cassette, est produit par Tommy LiPuma. Livin' Inside Your Love contient 12 chansons dont trois entièrement composées par George Benson.
Du disque sont tirés les singles Love Ballad, Unchained Melody et Hey Girl, ce dernier étant sorti à tirage limité au Royaume-Uni uniquement.

## Liste des titres
| 1. | Livin' Inside Your Love | Earl Klugh                   | 6:37 |
| 2. | Hey Girl                | - Gerry Goffin - Carole King | 4:31 |
| 3. | Nassau Day              | Ronnie Foster (en)           | 6:14 |

| 4. | Soulful Strut          | Eugene Record, Sonny Saunders | 5:37 |
| 5. | Prelude to Fall        | Foster                        | 6:30 |
| 6. | A Change Is Gonna Come | Sam Cooke                     | 3:47 |

| 7. | Love Ballad                  | Skip Scarborough            | 5:15 |
| 8. | You're Never Too Far From Me | George Benson               | 6:43 |
| 9. | Love is a Hurtin' Thing      | - Ben Raleigh - Dave Linden | 4:25 |

| 10. | Welcome Into My World | Benson                  | 4:08 |
| 11. | Before You Go         | Benson                  | 6:27 |
| 12. | Unchained Melody      | - Alex North - Hy Zaret | 6:36 |

## Crédits

### Musiciens
- George Benson – guitare, voix
- Phil Upchurch – guitare rythmique
- Earl Klugh – guitare acoustique, solo de guitare classique (1)
- Jorge Dalto – piano acoustique, clavinet, piano électrique Wurlitzer, Fender Rhodes, solo de piano acoustique (9)
- Ronnie Foster – Fender Rhodes, synthétiseur Yamaha CS30, Minimoog, Polymoog, solo de piano acoustique (3, 5), solo Fender Rhodes (10, 11), solo Minimoog (11)
- Greg Phillinganes – Fender Rhodes (2)
- Will Lee – basse (1-4, 8, 9, 12)
- Robert Popwell – basse (5, 6, 10)
- Stanley Banks – basse (7, 11)
- Steve Gadd – batterie
- Ralph MacDonald – percussion
- Mike Mainieri – orchestrations et chef d'orchestre (1, 5, 7), vibraphone (5)
- Claus Ogerman – orchestrations et chef d'orchestre (2–4, 6, 8-12)

### Production
- Producteur – Tommy LiPuma
- Enregistré et mixé par Al Schmitt
- Ingénieurs adjoints – Don Henderson et Michael O'Reilly
- Section rythmique enregistrée aux studios Atlantic (New York, NY).
- Cordes enregistrées au Columbia's 30th Street Studio (New York, NY) et Capitol Studios (Hollywood, CA).
- Masterisé par Mike Reese au Mastering Lab (Los Angeles, Californie).
- Coordination de la production – Jill Harris et Christine Martin
- Entrepreneurs en musique – Frank DeCaro et Christine Martin
- Direction artistique – John Cabalka
- Conception – Brad Kanawyer
- Photographie – Tom Bert
- Réalisation – Ken Fritz, Dennis Turner et Connie Pappas.

## Classements et certifications
| Classement (1979)                   | Meilleure position |
| ----------------------------------- | ------------------ |
| États-Unis (Billboard 200)          | 7                  |
| États-Unis (Top R&B/Hip-Hop Albums) | 4                  |
| États-Unis (Top Jazz Albums)        | 1                  |
| Nouvelle-Zélande (RIANZ)            | 19                 |
| Royaume-Uni (UK Albums Chart)       | 24                 |

| Classement (1979)            | Position |
| ---------------------------- | -------- |
| États-Unis (Billboard 200)   | 64       |
| États-Unis (Top Soul Albums) | 33       |
| États-Unis (Top Jazz Albums) | 2        |

### Certifications
| Pays                                  | Certification | Ventes certifiées |
| ------------------------------------- | ------------- | ----------------- |
| États-Unis (RIAA)                     | Or            | 500 000^          |
| ^Mise en rayon selon la certification |               |                   |